# Elisabeth Beling

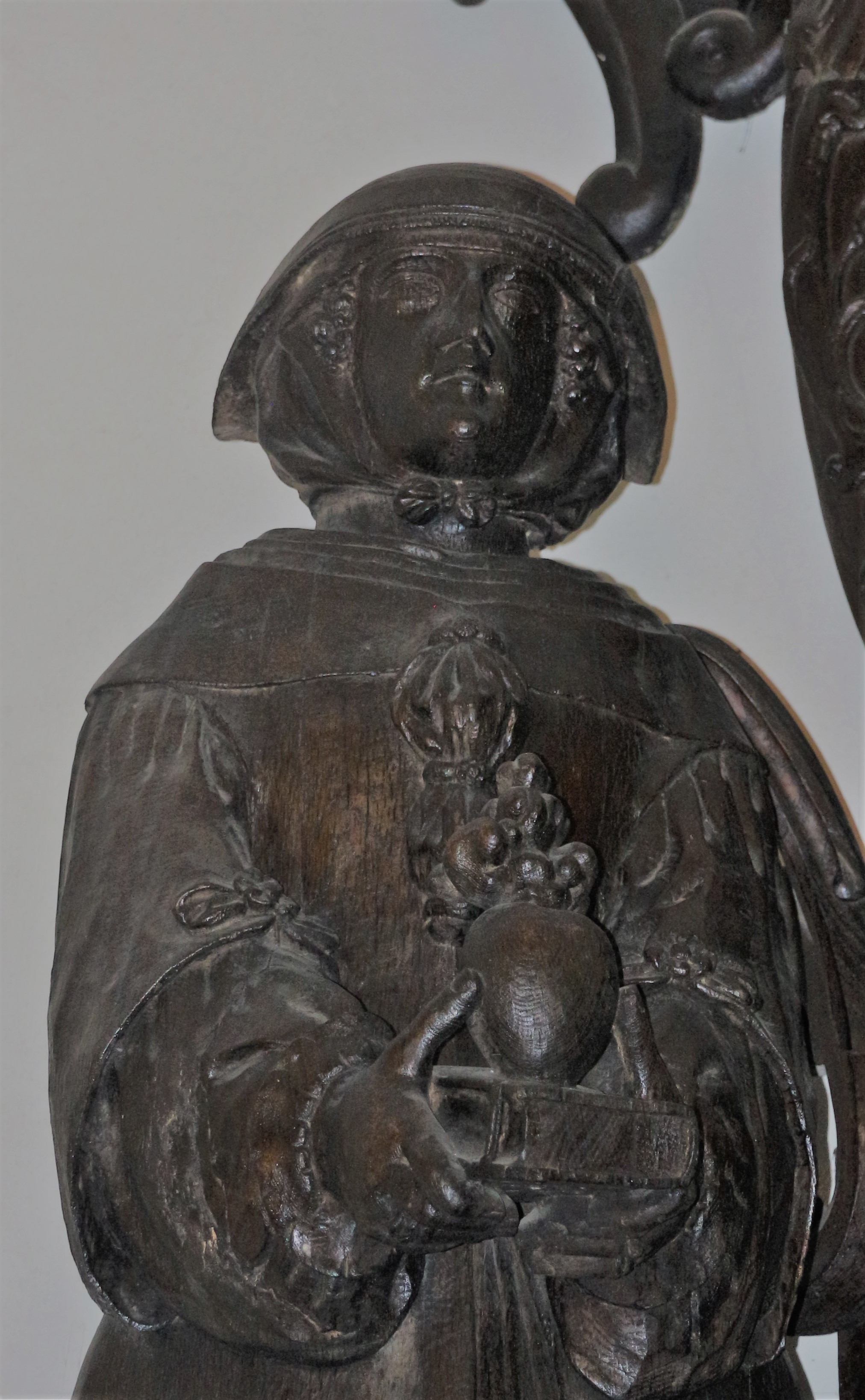
Elisabeth Beling

Elisabeth Beling, auch Elisabeth Behling (* 7. Januar 1595; † 24. November 1679 in Schleswig-Kratzenberg) war eine deutsche Stifterin.

## Leben

### Herkunft und Familie
Elisabeth Belings Herkunft und Geburtsname ist nicht eindeutig geklärt. Sie kam vermutlich als Jugendliche nach Schleswig und bestritt ihren Lebensunterhalt dadurch, dass sie bei Hofbeamten und Offizieren als Gesellschafterin Dienst tat. Dafür muss sie eine gute Ausbildung genossen haben.
Nach einer älteren, auf den Wappen des Rendsburger Altars beruhenden Theorie stammte sie aus der vermutlich in Süddeutschland ansässigen geadelten Familie Frechter, deren in Johann Siebmachers Wappenbuch verzeichnetes Wappen mit dem mehrfach auf Belings Stiftungen erscheinenden Wappen, einem Löwen im Schild, darüber ein Bügelhelm und ein Wilder Mann als Helmzier, identisch ist.
Einer neueren Erkenntnis zufolge war sie die Tochter des Seidenkrämers und Ratsherrn Ewold Soliman aus Güstrow und dessen Frau Anna von Wedel. Demnach war sie die Schwester von Johannes Soliman, der 1624 nach mehreren anderen Pfarrstellen Pastor der Kirche zu Hütten war und 1626 unehrenhaft aus dem Amt entlassen wurde, wurde aber zwei Jahre später wieder rehabilitiert und trat ein neues Amt in Behrendshagen im Kreis Elbing an. Dessen Enkel Johannes Wildenheim (1642–1696) wurde später Pastor an der von seiner Großtante gestifteten Friedrichsberger Dreifaltigkeitskirche und heiratete Belings Adoptivtochter Agnet Elisabeth Jarrin. Aus seiner Leichenpredigt konnten die Verwandtschaftsbeziehungen rekonstruiert werden.
Sie hatte eine wohl deutlich jüngere, namentlich unbekannte Schwester, die mit einem Mann namens Stammer verheiratet war und nach ihrem Tod 1652 zwei Töchter hinterließ.

### Ehemann und Sohn
Vor 1624 heiratete sie den Offizier Bonifacius Beling († 1630), über dessen Herkunft ebenfalls nichts bekannt ist, und zog mit ihm nach Itzehoe; dort wurde 1625 ihr Sohn Oswald geboren. Nach dem Tod ihres Ehemannes im Krieg fand sie zunächst als Hausdame Aufnahme im Haus des Generalmajors Hieronymus Plessen († 2. August 1639) auf Gut Beckhof bei Itzehoe, bis sie später wieder nach Schleswig zurückkehrte. Ihr Sohn wurde von dem Gutsherrn adoptiert und erhielt eine gute Ausbildung. Nach Plessens Tod prozessierte sie erfolgreich gegen dessen Erben um die 3000 Taler, die er ihrem Sohn vermacht hatte. Während ihr Sohn an der Sorø Akademi studierte und bei Adam Olearius auf Schloss Gottorf Unterricht in Mathematik und im Kriegswesen erhielt, lebte sie vermutlich in Kratzenberg in der Nähe des Schlosses. Oswald nahm 1644 in dänischen Diensten an einigen Seeschlachten im Torstenssonkrieg teil. Er starb schon 1646 an den Pocken.

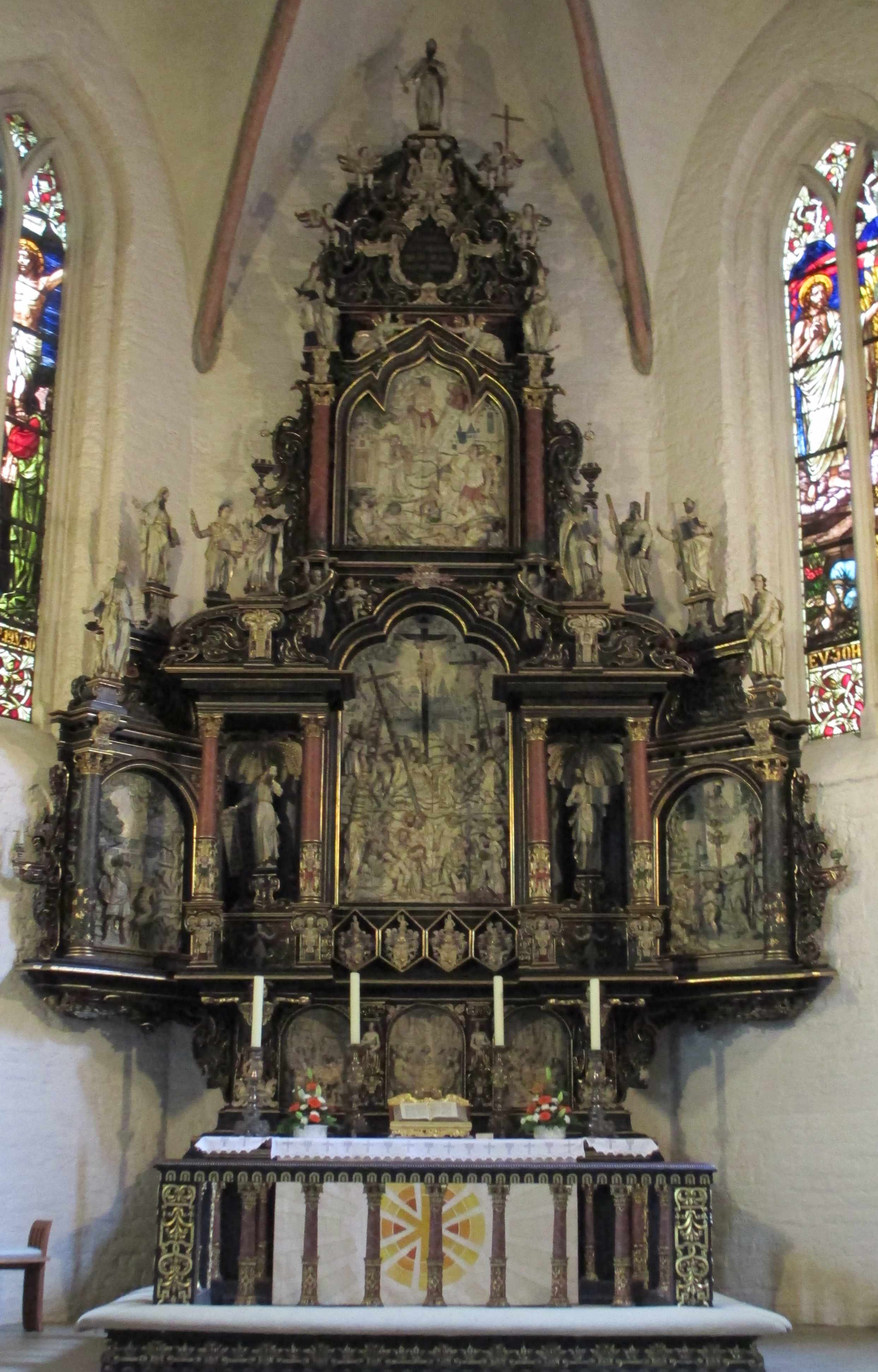
Altar des Bildschnitzers Henning Claussen in der Marienkirche in Rendsburg

### Witwe und Stifterin
Durch den Tod ihres Ehemannes und ihres Sohnes fiel Elisabeth Beling ein großes Vermögen zu. Zudem hatte sie das Geld, das sie als Hausdame zusätzlich zu freier Kost und Logis verdiente, gespart. Die wohlhabende Witwe konnte 1650 bei der Gottorfer Rentenkammer 4000 Goldtaler zu einem jährlichen Zinssatz von 6–7 % anlegen. Sie entschied sich, das Vermögen für Stiftungen und Legate zugunsten der Kirche und bedürftiger Menschen einzusetzen. Ab 1652 zog sie zudem Anna Stammer, die 1647 geborene jüngere Tochter ihrer Schwester, auf. Anna heiratete 1661 den Pastor Daniel Albinus.
Zum Andenken ihres Sohnes stiftete sie 1649 mit einem Kapital von 400 Talern den Hauptaltar der Marienkirche in Rendsburg; der Altar war ein Meisterwerk des Holzschnitzers Henning Claussen. Zusätzlich stiftete sie die Altarleuchter und ein Legat, von dem die zweite Pfarrstelle finanziert werden sollte.

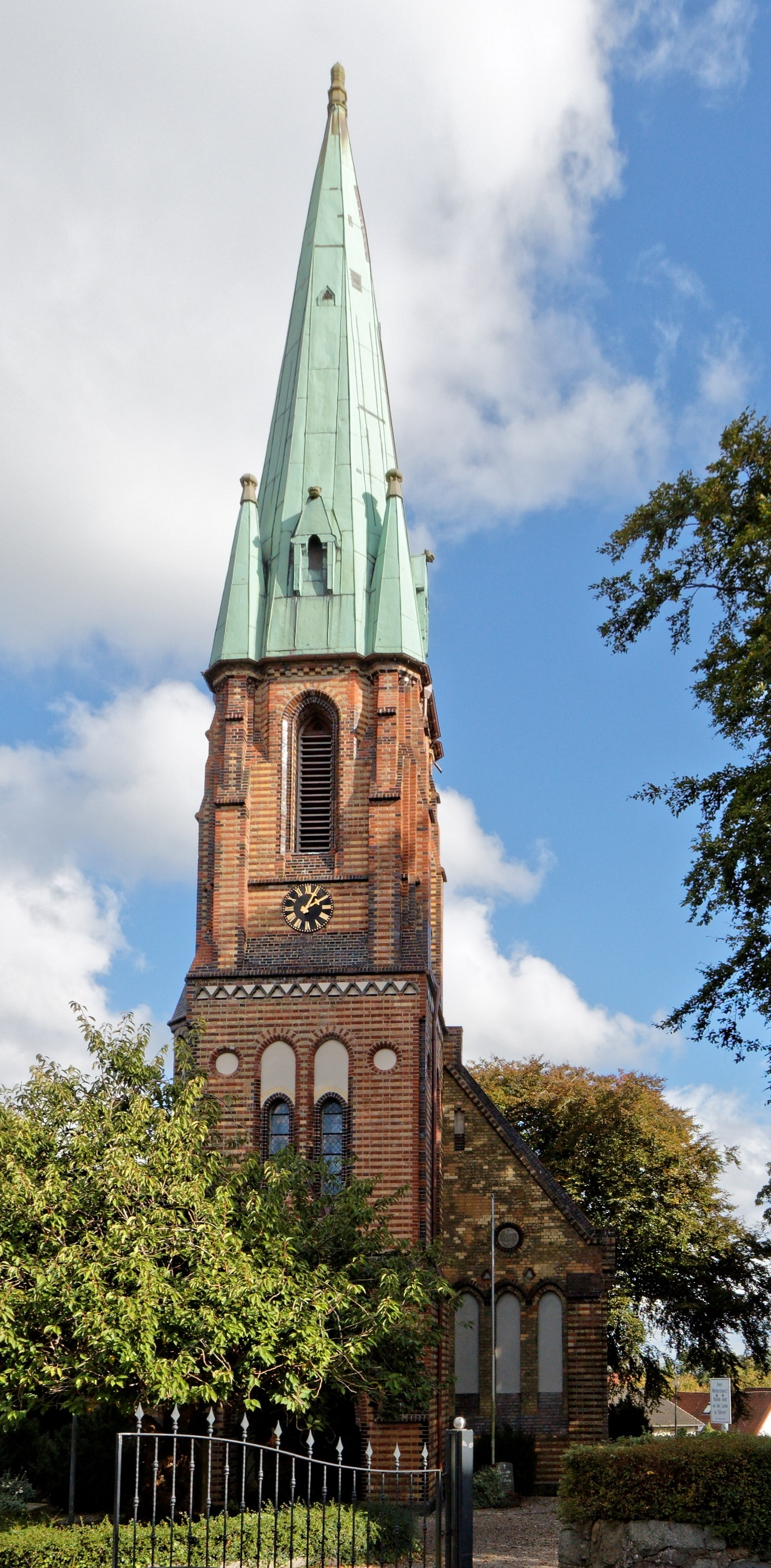
Schleswig-Friedrichsberg, Dreifaltigkeitskirche (der neugotische Turm entstand erst 1872)

Schon in jungen Jahren soll sie ein Gelübde abgelegt haben, dass sie sollte sie einmal zu Wohlstand kommen, eine Kirche an ihrem damaligen Wohnort Kratzenberg bauen zu lassen, um sich dadurch den weiten Kirchweg zur St. Andreas Haddeby in Busdorf zu ersparen. So ließ sie 1650/1651 zur Erinnerung an ihren Ehemann und ihren Sohn die Friedrichsberger Dreifaltigkeitskirche in Schleswig errichten. Adam Olearius entwarf den Kirchbau und legte am 9. April 1650 den Grundstein für den Neubau. In der Stiftungsurkunde verpflichtete sie sich, die Kosten für das Baumaterial, die Löhne für Mauer- und Zimmerleute, den Altar, den Predigtstuhl, den Beichtstuhl und für zwei Glocken zu übernehmen. Zusätzlich finanziert wurde der Neubau durch Herzog Friedrich III. und dessen Sohn Christian Albrecht sowie aus einer Kollekte, die im ganzen Herzogtum eingesammelt wurde. Die Einweihung der Kirche nahm am 11. Mai 1651 der Generalsuperintendent Johann Reinboth vor. Bis zu ihrem Tod nahm sie die Patronatsrechte an der Kirche wahr, die anschließend an die Landesherrschaft fielen. Der erste Pastor der Gemeinde war Michael Zwerg (1624–1675), der auch das Diakonat innehatte. Dass er mit Elisabeth Beling verheiratet gewesen sei, wie Jensen behauptete, ist allerdings ein Irrtum, der möglicherweise darauf beruht, dass er einen seiner Söhne (Christian) Oswald nannte. Der Altar, den sie von Rendsburg gekauft hatte, wurde 1719 durch ein Vermächtnis des Bürgermeisters Beck, ersetzt. Um diese Kirche herum entstand im Laufe der Zeit der Stadtteil Friedrichsberg.
Das Epitaph der Familie Beling von 1668 an der Nordwand der Dreifaltigkeitskirche, ein ornamentaler Knorpelwerk-Aufbau, wird der Werkstatt des Bildschnitzers Hans Gudewert des Jüngeren zugeschrieben. Es zeigt in der Mitte den auferstandenen Jesus Christus, der über Welt, Tod und Teufel triumphiert, rechts Bonifacius und Oswald Beling als Offiziere in identischer Rüstung mit Allongeperücke (die zumindest der Vater wohl nie getragen hat, da sie erst Mitte des 17. Jahrhunderts in Mode kam) und links Elisabeth Beling, die ein brennendes Herz auf einem Buch trägt.
Elisabeth Beling stiftete weiterhin ein Legat zur besseren Unterhaltung der Pastoren zu Friedrichsberg und förderte weitere kirchliche Einrichtungen.
Ihr Wohnhaus, das in der Nähe der Dreifaltigkeitskirche stand, bestimmte sie nach ihrem Tod zu einem Armenhaus für fünf bedürftige Frauen aus der Friedrichsberger Gemeinde. Aus dem alten Armenhaus wurde das heutige moderne Kirchengemeindehaus Elisabeth-Beling-Haus.
Die Kirchengemeinde Satrup, an der mit Pastor Albinus und dem Küster Christian Schnittke die Ehemänner ihrer beiden Nichten tätig waren, bedachte sie ebenfalls mit einem kleinen Armenhaus für sechs bedürftige Personen und einem Legat zu dessen Unterhaltung.
Elisabeth Beling wurde in der Dreifaltigkeitskirche in Friedrichsberg bestattet.